# Estadio Moulay Hassan
El Estadio Moulay Hassan (en árabe: ملعب مولاي حسن‎) oficialmente Estadio Príncipe Heredero Moulay El Hassan, es un estadio multiusos ubicado en la ciudad de Rabat, capital de Marruecos, fue inaugurado en 1923 y tiene una capacidad para 15 000 espectadores, es el estadio del club de fútbol Fath Union Sport de Rabat de la Liga marroquí de futbol (Botola).
El complejo deportivo lleva actualmente el nombre del Príncipe heredero de Marruecos, Mulay Hasán.
El recinto fue inaugurado en 1923 inicialmente con capacidad para 12000 espectadores con césped natural, pero que luego fue reducida a 7000. En 2012 el estadio fue renovado y su capacidad aumentó a 15000.
El estadio fue elegido como una de las tres sedes de la Copa Africana de Naciones Femenina 2022, en donde albergó siete partidos.